# نیکا فاترمن
نیکا فاترمن (انگلیسی: Nika Futterman؛ زادهٔ ۲۵ اکتبر ۱۹۶۹) بازیگر و صداپیشه اهل ایالات متحده آمریکا است. وی از سال ۱۹۸۵ میلادی تاکنون مشغول فعالیت بوده‌است.

## گزیدهٔ آثار

### سینما
- غول‌های پاکتی (۲۰۱۴)
- بابل گاپیز (۲۰۱۲)
- فصل شکار ۳ (۲۰۱۰)
- آلفا و امگا (۲۰۱۰)
- فصل شکار ۲ (۲۰۰۸)
- فصل شکار (۲۰۰۶)
- رئیس مزرعه (۲۰۰۶)

### تلویزیون
- پنگوئن‌های ماداگاسکار (۲۰۱۰)